# Nueva Zelanda en los Juegos Olímpicos de Oslo 1952
Nueva Zelanda estuvo representada en los Juegos Olímpicos de Oslo 1952 por un total de 3 deportistas que compitieron en esquí alpino.  
El equipo olímpico neozelandés no obtuvo ninguna medalla en estos Juegos.